# Matěj Průdek
Matěj Průdek (13 de marzo de 1997) es un deportista checo que compite en ciclismo de montaña en la disciplina de campo a través. Ganó una medalla de plata en el Campeonato Mundial de Ciclismo de Montaña de 2016 y una medalla de bronce en el Campeonato Europeo de Ciclismo de Montaña de 2015, ambas en la prueba por relevos.

## Palmarés internacional
| Campeonato Mundial | Campeonato Mundial           | Campeonato Mundial | Campeonato Mundial         |
| Año                | Lugar                        | Medalla            | Competición                |
| ------------------ | ---------------------------- | ------------------ | -------------------------- |
| 2016               | Nové Město (República Checa) | Medalla de plata   | Campo a través por relevos |
| Campeonato Europeo |                              |                    |                            |
| Año                | Lugar                        | Medalla            | Competición                |
| 2015               | Chies d'Alpago (Italia)      | Medalla de bronce  | Campo a través por relevos |